# Шолпан
Шолпа́н (каз. Шолпан) — село у складі Урджарського району Абайської області Казахстану. Адміністративний центр та єдиний населений пункт Шолпанського сільського округу.
Населення — 1051 особа (2021; 1412 у 2009, 1474 у 1999, 1718 у 1989).
Національний склад станом на 1989 рік:
- казахи — 100 %

Станом на 1989 рік село називалось Жанама.